# Звёздный путь: Секция 31
«Звёздный путь: Секция 31» (англ. Star Trek: Section 31) — американский научно-фантастический телевизионный фильм режиссёра Олатунде Осунсанми по сценарию Крейга Суини для стримингового сервиса Paramount+. Предполагается, что это будет первый телевизионный фильм во франшизе «Звёздный путь», созданный исполнительным продюсером Алексом Курцманом. В фильме-продолжении сериала «Звёздный путь: Дискавери», рассказывается о Филиппе Георгиу, агенте Секции 31, секретного подразделения Звёздного Флота, которому поручено защищать Объединённую федерацию планет.
Мишель Йео играет Георгиу, повторяя свою роль из «Дискавери». Разработка дополнительного телесериала с Йео была подтверждена в январе 2019 года, но съёмки были отложены из-за пандемии COVID-19. Тогда в приоритете был другой дополнительный сериал «Звёздный путь: Странные новые миры». «Секция 31» был переработан в фильм, о котором объявлено в апреле 2023 года. В фильме, продюсером которого является CBS Studios, также играют Омари Хардвик, Кейси Рол, Сэм Ричардсон, Свен Рюйгрок, Роберт Казински, Хамберли Гонсалес и Джеймс Хироюки Ляо, которая также играет главную роль в фильме, продюсером которого является CBS Studios совместно с Secret Hideout и Roddenberry Entertainment. Съёмки проходили в Торонто, Канада, с января по март 2024 года.
Ожидается, что фильм «Звёздный путь: Секция 31» выйдет на потоковом сервисе Paramount+ в начале 2025 года.

## Предпосылка создания
Императрица Филиппа Георгиу присоединяется к Секции 31, секретному подразделению Звёздного Флота, которому поручено защищать Объединенную федерацию планет, и ей предстоит столкнуться с грехами своего прошлого.

## Актёрский состав
- Мишель Йео в роли Филиппы Георгиу: Лидер Терранской Империи в Зеркальной Вселенной, которая попала в нашу Вселенную и присоединилась к Звёздному Флоту[3][4]. Йео надеялась, что персонаж не потеряет своего «преимущества», которое она имела, когда её представили как императора Георгиу, несмотря на то, что она усвоила уроки сострадания и человечности во время своего пребывания в «Звёздном пути: Дискавери»[5].
- Омари Хардвик[6].
- Кейси Рол в роли Рэйчел Гарретт: будущего капитана космического корабля «Энтерпрайз-C»[7].
- Сэм Ричардсон[6].
- Свен Руйгрок[6].
- Роберт Казинский[6].
- Хамберли Гонсалес[6].
- Джеймс Хироюки Ляо[6].

## Производство

### Предыстория
Во время съёмок первого сезона сериала «Звёздный путь: Дискавери» специально приглашенная звезда Мишель Йео предложила исполнительному продюсеру Алексу Курцману снять спин-офф с участием её героини Филиппы Георгиу. Йео сделала это предложение, потому что ей нравилось играть этого персонажа, и потому что она хотела быть образцом для подражания для молодых азиатских женщин. Курцман с энтузиазмом отнёсся к идее, но не был уверен, может ли осуществиться подобное, поскольку «Дискавери» ещё не был выпущен. После того, как игра Йео получила положительные отзывы, авторы «Дискавери» начали исследовать спецподразделение «Секцию 31» как часть её сюжетной линии во втором сезоне. Это породило дальнейшие дискуссии о потенциале дополнительного сериала. В июне 2018 года, став единственным исполнительным продюсером «Дискавери», Курцман подписал пятилетний общий контракт с CBS Television Studios о расширении франшизы «Звёздный путь» за пределы «Дискавери» до нескольких новых сериалов, мини-сериалов и мультсериалов. Йео вела переговоры о том, чтобы к ноябрю сыграть в спин-оффе, который, как ожидалось, будет следовать сюжетной линии её персонажа из «Секции 31».
Стриминговый сервис CBS All Access подтвердил, что в январе 2019 года продолжает разработку спин-оффа, а сценаристами и исполнительными продюсерами назначены сценаристы «Дискавери» Бо Ён Ким и Эрика . Курцман сказал, что проект должен стать продолжительным сериалом, а не ограниченным мини-сериалом, и добавил, что Ким и Липпольдт начали писать сценарий, ещё работая над вторым сезоном «Дискавери». Он надеялся, что производство нового сериала будет готово после завершения третьего сезона «Дискавери». В марте 2019 года президент CBS Television Studios Дэвид Стапф заявил, что дополнительный сериал будет производиться в Торонто, Канада, как и весь сериал «Дискавери», но до этого «не прошло ещё пару лет», Курцман ожидал, что он будет выпущен в 2021 или 2022 году. Йео подтвердила, что будет работать над сериалом в следующем месяце. Курцман сказал, что авторы «Дискавери» осознавали, что их изображение «Секции 31» не соответствует представлению организации в сериале «Звёздный путь: Глубокий космос 9», и спин-офф покажет её эволюцию от их версии к первоначальному изображению, в частности, почему она становится «подпольной организацией». Курцман сослался на франшизу «Убивая Еву» и «Миссия невыполнима» как на оказавшие влияние и сказал, что Георгиу будет «совершенно ненадежным главным героем. В конце концов, она поступит правильно, но совершенно неправильным способом». В июле Шазад Латиф сообщил, что он может повторить свою роль Эша Тайлера в «Дискавери» в спин-оффе. К концу ноября была создана команда сценаристов, и Курцман пояснил, что завершенный пилотный сценарий «занимает область вселенной «Звёздного пути», которая никогда по-настоящему не исследовалась географически. В ней есть новая мифология». Он также сравнил сериал с фильмом «Непрощённый» (1992).
На конец января 2020 года предполагалось, что съёмки сериала должны были проходить с мая по ноябрь 2020 года на недавно открывшейся площадке CBS Stages Canada в Миссиссоге, недалеко от Торонто. Сообщалось, что в феврале 2020 года сериал был продлен на второй сезон, чтобы можно было снимать первые два сезона подряд. Производство третьего сезона «Дискавери» было завершено в том же месяце, но съёмки спин-оффа были отложены из-за обязательств Йео по работе над фильмом «Шан-Чи и легенда десяти колец» (2021), съёмки которого должны были проходить с января по май. Планы вскоре отложены из-за пандемии COVID-19, а Курцман позже заявил, что их планы относительно сериала были «полностью разрушены» пандемией. К августу 2020 года Ким и Липпольдт работали со сценаристом «Дискавери» Крейгом Суини над созданием сериала; Суини ранее работал исполнительным продюсером в сериале «Безлимитный», продюсером которого выступил Курцман. Курцман сказал, что сценаристы смогли «продвинуться вперед в написании сценариев» из-за задержек в производстве. Месяц спустя постоянный режиссёр «Звёздного пути» Джонатан Фрейкс заявил, что Ким и Липпольдт с оптимизмом смотрят на то, что сериал будет снят, несмотря на начало работы над другим спин-оффом «Дискавери» — «Звёздный путь: Странные новые миры». Фрейкс попросил снять пилотный эпизод «Секции 31», но сказал, что, скорее всего, будет нанята женщина-режиссёр, поскольку сериал представляет собой в первую очередь «женскую историю». В марте 2021 года ViacomCBS объявила, что CBS All Access будет расширена и переименована в Paramount+.
Третий сезон «Дискавери» описывает Георгиу в двухсерийном эпизоде  «Терра Фирма», выпущенном в декабре 2020 года и написанном в соавторстве с Ким и Липольдтом. Они сказали, что сюжетная линия персонажа в этом сезоне была разработана «с большей тщательностью», и заканчивается тем, что её переносят в неизвестное место и время, где происходит действие спин-оффа. Йео выразила надежду, что работа над спин-оффом продолжится «очень скоро». В феврале 2021 года Курцман заявил, что разговоры о создании сериала всё ещё ведутся, и он с оптимизмом смотрит на то, что это в конечном итоге произойдёт, поскольку сценарии уже завершены. Однако предположил, что спин-офф вряд ли будет добавлен в список сериалов «Звёздного пути» Paramount+ до тех пор, пока не закончится один из существующих пяти сериалов. В феврале 2022 года Курцман пояснил, что спин-офф «Секции 31» всё ещё находится в разработке, и его команда планирует сериал «Звёздный путь», который выйдет два или три года спустя. Ожидалось, что вскоре после этого сериал получит продолжение от Paramount+. В мае Курцман заявил, что он и его команда сосредоточилась на разработке «Секции 31» и «Звездный путь: Академия Звёздного Флота» как следующих двух сериалов «Звёздного пути». Никаких дальнейших объявлений не было сделано к январю 2023 года, когда главный программный директор Paramount Streaming Таня Джайлс заявила, что дополнительный сериал всё ещё находится в разработке.

### Разработка
В марте 2023 года, сообщив, что «Дискавери» завершится пятым сезоном, Курцман выразил заинтересованность в создании более ограниченных сериалов и телефильмов для франшизы «Звёздный путь», а не просто в традиционных текущих телесериалах. Он уточнил, что проект всё ещё находится в разработке. Месяц спустя Paramount + объявила, что «Звёздный путь: Секция 31» развивается как потоковый «фильм-событие», а не как сериал. Йео была выбрана повторить свою роль в фильме, сценарий которого написал Суини, а режиссёром должен был стать исполнительный продюсер «Дискавери» Олатунде Осунсанми. Фильм был описан как «Миссия невыполнима: встреча со Стражами Галактики». Курцман начал превращать проект из сериала в фильм в середине 2022 года, после того как понял, что Йео может получить премию Оскар за роль в фильме «Все повсюду и сразу» (2022), и её график, вероятно, станет намного плотнее. Он и другие руководители уже были заинтересованы в расширении франшизы за счёт событийных проектов и были обеспокоены перенасыщением франшизы слишком большим количеством текущих телесериалов.
Первоначально предполагалось, что производство фильма начнётся в конце 2023 года, как сообщалось, в октябре, но затем оно было отложено из-за забастовки Гильдии сценаристов Америки в 2023 году и забастовки SAG-AFTRA в 2023 году. В мае 2023 года Латиф заявил, что не слышал, будет ли он участвовать в фильме, но выразил заинтересованность в повторении своей роли. В середине октября, после окончания забастовки Гильдии сценаристов, Курцман заявил, что работа над фильмом возобновилась. Он объявил о начале съёмок в январе 2024 года, когда были объявлены другие актёры: Омари Хардвик, Кейси Рол, Сэм Ричардсон, Свен Рюйгрок, Роберт Казински, Хамберли Гонсалес и Джеймс Хироюки Ляо. Рол играет молодую версию Рэйчел Гарретт, которую в эпизоде «Вчерашнее предприятие» сыграла Триша О'Нил сериала «Звёздный путь: Следующее поколение», где она является капитаном военного корабля США «Энтерпрайз-C». Суини сказал, что зрителям не нужно будет узнавать Гаррета, чтобы насладиться фильмом, поскольку он хотел, чтобы для новых поклонников был «низкий входной барьер». Он также обсудил опасения по поводу создания фильма, посвященного Секции 31, признав, что эта идея «почти противоречит некоторым ценностям «Звёздного пути», но чувствовал, что в видении создателя «Звёздного пути» Джина Родденберри есть место для того, чтобы во франшизе были люди, которые не хотят работать вместе на мостике корабля Звёздного Флота.

### Съёмки
Съёмки начались в студии Pinewood Toronto Studios в Торонто, Канада, 29 января 2024 года под рабочим названием «Dovercourt». В студии Pinewood Toronto Studios снимался «Дискавери», а декорации из этого сериала были переделаны для фильма. Съёмки «Секции 31» проходили одновременно с производством третьего сезона «Странных новых миров» на близлежащей сцене CBS Stages Canada, и в этих двух постановках для виртуального производства совместно использовалась сцена видеостены компании Pixomondo, занимающейся визуальными эффектами, в Торонто. Глен Кинан вернулся из «Дискавери» и «Странных новых миров» в качестве оператора фильма. Ожидалось, что производство «Секции 31» продлится шесть недель. Казинский объявил об окончании съемок 21 марта и сообщил, что Джо Пингу, Мику Мартино и Аугусто Биттер также снимались в этом фильме.

## Музыка
В январе 2020 года композитор «Дискавери» Джефф Руссо выразил заинтересованность в написании музыки для «Секции 31», но сказал, что это может оказаться невозможным из-за его рабочей нагрузки и большого количества сериалов «Звёздного пути», выпускаемых примерно в одно и то же время. Он предположил, что мог бы курировать других композиторов для «Секции 31» и других серий, если Курцман попросит его об этом.

## Релиз
Ожидается, что фильм «Звёздный путь: Секция 31» будет выпущен на потоковом сервисе Paramount+ в США и всех других странах, где этот сервис доступен.

## Дальнейшее
В марте 2024 года Йео заявила, что готова снять продолжение, если первый фильм будет успешным.